# 竹野郡 (福岡県)
- 令制国一覧 > 西海道 > 筑後国 > 竹野郡
- 日本 > 九州地方 > 福岡県 > 竹野郡

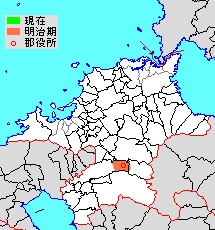
福岡県竹野郡の位置

竹野郡（たけのぐん）は、福岡県（筑後国）にあった郡。

## 郡域
1878年（明治11年）に行政区画として発足した当時の郡域は、下記の区域にあたる。
- 久留米市の一部（田主丸町各町）
- うきは市の一部（吉井町長栖・吉井町鷹取）

## 歴史

### 近世以降の沿革
- 明治初年時点では全域が筑後久留米藩領であった。「旧高旧領取調帳」に記載されている明治初年時点での村は以下の通り。（1町88村）

今泉村、坂井村、末次村、上古賀村、千代久村、小川村、行徳村、東小田村、中小田村、西小田村、立野村、野中村、高木村、口高村、蜷川村、怒田村、田主丸村、村島村、吉田村、吉田町、松門寺村、明石田村、松原村、諏訪村、力常村、亀王村、蔵成村、分地村、蔵八村、徳童村、下古賀村、菅村、樋口村、中徳村、陣内村、吉本村、冠村、森部村、石垣村、二田村、益永村、東麦生村、西麦生村、三本木村、朝帰村、恵利村、床島村、高食村、鳥飼村、早田村、柳瀬村、竹松村、大窪村、鹿狩村、筒井村、塩足村、指出村、松崎村、浮地村、自在丸村、五名村、吉富村、綾野村、猪口村、西牧村、東牧村、小物成村、今村、馬渡村、江口村、灰塚村、志床村、唐島村、原村、亀山村、門上村、高島村、上森山村、下森山村、中原村、善院村、大慶寺村、五郎丸村、徳間村、竹野村、三明寺村、富本村、隈村、平村
- 明治4年
  - 7月14日（1871年8月29日） - 廃藩置県により、久留米県の管轄となる。
  - 11月14日（1871年12月25日） - 第1次府県統合により、全域が三潴県の管轄となる。
- 明治9年（1876年） - 三潴県により以下の町村の統合が行われる。（1町22村）
  - 長栖村 ← 今泉村、坂井村、末次村、上古賀村、千代久村
  - 船越村 ← 小川村、行徳村、下古賀村
  - 野田村 ← 東小田村、中小田村、西小田村、立野村、力常村［石王名］
  - 豊城村 ← 野中村、高木村、口高村、蜷川村、怒田村
  - 常盤村 ← 吉田村、松門寺村、松原村、力常村［石王名を除く］
  - 殖木村 ← 明石田村、諏訪村
  - 秋成村 ← 松原村［今屋敷名］、亀王村、蔵成村、分地村［八龍名を除く］、蔵八村、徳童村、吉本村
  - 鷹取村 ← 樋口村、中徳村、陣内村、冠村、菅村、分地村［八龍名］
  - 益生田村 ← 二田村、益永村、東麦生村、西麦生村
  - 朝森村 ← 朝帰村、三本木村
  - 三川村 ← 床島村、高食村、鳥飼村
  - 八幡村 ← 早田村、柳瀬村、竹松村、大窪村、鹿狩村［柳瀬名］
  - 菅原村 ← 鹿狩村［柳瀬名を除く］、筒井村、塩足村、志床村［平木名］
  - 中尾村 ← 指出村、松崎村、浮地村、自在丸村、五名村、猪口村、吉富村、綾野村、隈村、平村
  - 牧村 ← 西牧村、東牧村、小物成村
  - 以真恵村 ← 今村、馬渡村、江口村
  - 志塚島村 ← 灰塚村、志床村［平木名を除く］、唐島村、高島村
  - 上原村 ← 原村、亀山村、門上村
  - 地徳村 ← 上森山村、下森山村、中原村、善院村、大慶寺村、五郎丸村
  - 吉田町・村島村が田主丸村に、徳間村・三明寺村・富本村が竹野村にそれぞれ合併。
  - 8月21日 - 第2次府県統合により福岡県の管轄となる。
- 明治11年（1878年）11月1日 - 郡区町村編制法の福岡県での施行により、行政区画としての竹野郡が発足。「竹野生葉郡役所」が田主丸町に設置され、生葉郡とともに管轄。

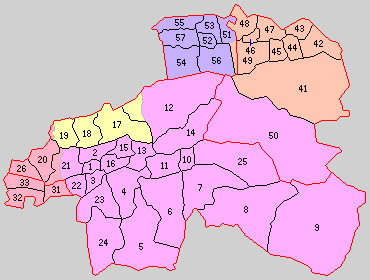
51.船越村 52.田主丸町 53.水分村 54.竹野村 55.柴刈村 56.水縄村 57.川会村（紫：久留米市 橙：うきは市 1 - 24は上妻郡 31 - 33は下妻郡 41 - 50は生葉郡）

- 明治22年（1889年）4月1日 - 町村制の施行により、以下の町村が発足。特記以外は全域が現・久留米市。（1町6村）
  - 船越村 ← 鷹取村、長栖村（現・久留米市、うきは市）、船越村、秋成村（現・久留米市）
  - 田主丸町 ← 田主丸村、豊城村［フケノ川溝以南・野面中間ノ道以東字日詰］、常盤村［字木般字吉見ノ内道以西字虎丸ノ内］、殖木村［字延命ノ内］
  - 水分村 ← 殖木村［上記を除く］、常盤村［上記を除く］、野田村、豊城村［上記を除く］
  - 竹野村 ← 地徳村、竹野村、中尾村
  - 柴刈村 ← 恵利村、八幡村［字中洲を除く］、朝森村、菅原村
  - 水縄村 ← 石垣村、森部村、益生田村
  - 川会村 ← 上原村、志塚島村、以真恵村、牧村
  - 三川村および八幡村の残部（字中洲）が御井郡大堰村の一部となる。
- 明治29年（1896年）4月1日 - 郡制の施行のため、「竹野生葉郡役所」の管轄区域から生葉郡の一部（星野村）を除いた区域をもって浮羽郡が発足。同日竹野郡廃止。

## 行政
竹野・生葉郡長
| 代 | 氏名     | 就任年月日                | 退任年月日                | 備考                                 |
| -- | -------- | ------------------------- | ------------------------- | ------------------------------------ |
| 1  |          | 1878年（明治11年）11月1日 |                           |                                      |
|    | 中村彦次 | 1889年（明治22年）2月     |                           |                                      |
|    |          |                           | 1896年（明治29年）3月31日 | 生葉郡の一部との合併により竹野郡廃止 |